# Isy Brachot III
Isidore Alexandre Brachot dit Isy Brachot III, né le 14 avril 1944, est un marchand d'art et galeriste belge.
Il est considéré comme l'un des marchands d'art belges les plus notables du XXe siècle.
Spécialiste du surréalisme, notamment de René Magritte et Paul Delvaux, il a également joué un rôle déterminant dans le dialogue entre l’art moderne européen et américain, ainsi que dans l'introduction de l’hyperréalisme en Europe.
Il est également reconnu pour avoir été le galeriste qui a organisé, avec l'accord de René Magritte, la dernière exposition de l’artiste.Celle ci se transformera en rétropsective, inaugurée en janvier 1968 suite au décès de René Magritte le 15 août 1967.

## Biographie

### Origines familiales et débuts

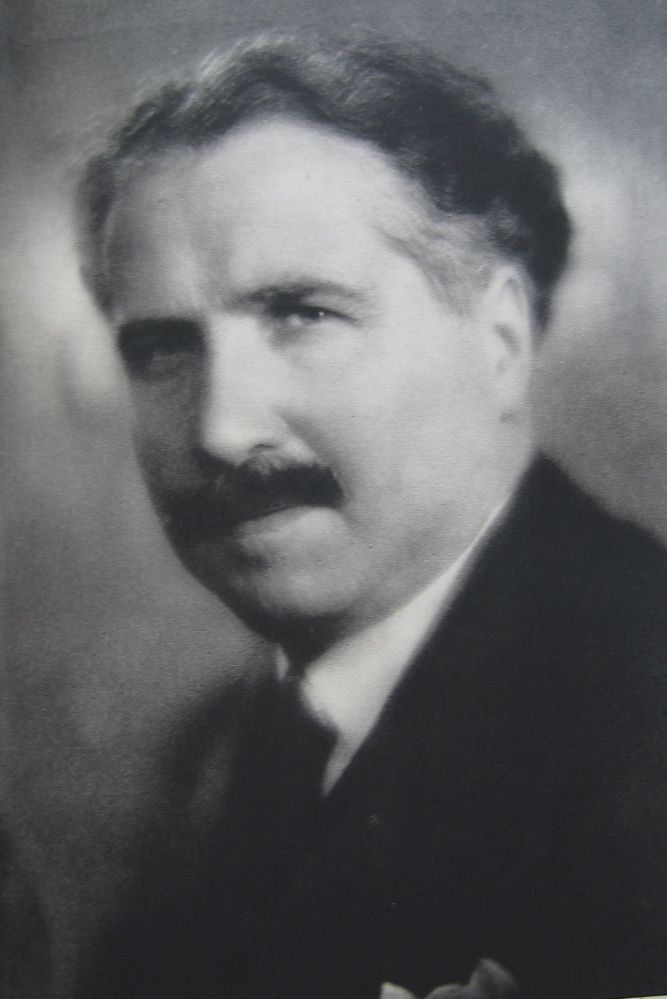
Isy Brachot I

Issu d'une lignée de galeristes, Isy Brachot III hérite d'un patrimoine artistique initié en 1915 par son grand-père, Isy Brachot I, fondateur de la Galerie des artistes français à Bruxelles,.
Isy Brachot I ouvre par la suite la Studio Gallery et la Art Gallery of Zoute à Knokke-le-Zoute en 1923.
À travers ses expositions et la publication de la revue L’Art belge, il participe activement à la structuration du marché de l’art belge.
En 1934, il inaugure une galerie au 62 avenue Louise à Bruxelles, dans les anciens locaux de la Galerie Le Centaure.

Bernard Buffet and Isy Brachot II

À sa mort en 1960, son fils Isy Brachot II reprend l'activité, déplaçant la galerie au 62A avenue Louise, orientant la programmation vers l'art figuratif et Surréaliste (notamment James Ensor, Salvador Dalí, Pablo Picasso, Fernand Léger, E.L.T. Mesens, Paul Delvaux, René Magritte, Marcel Delmotte, Bernard Buffet,...).
Après des études de droit, Isy Brachot III prend la direction familiale en 1967, à seulement 23 ans, à la suite du décès de son père.
Sous son égide, la section moderne de la galerie prend un nouvel élan, tandis qu’à ses côtés, son épouse, Christine Duchiron, conçoit et orchestre entièrement la section contemporaine, de la sélection des expositions à l’accompagnement des artistes.

## Carrière

### Développement et internationalisation de la galerie

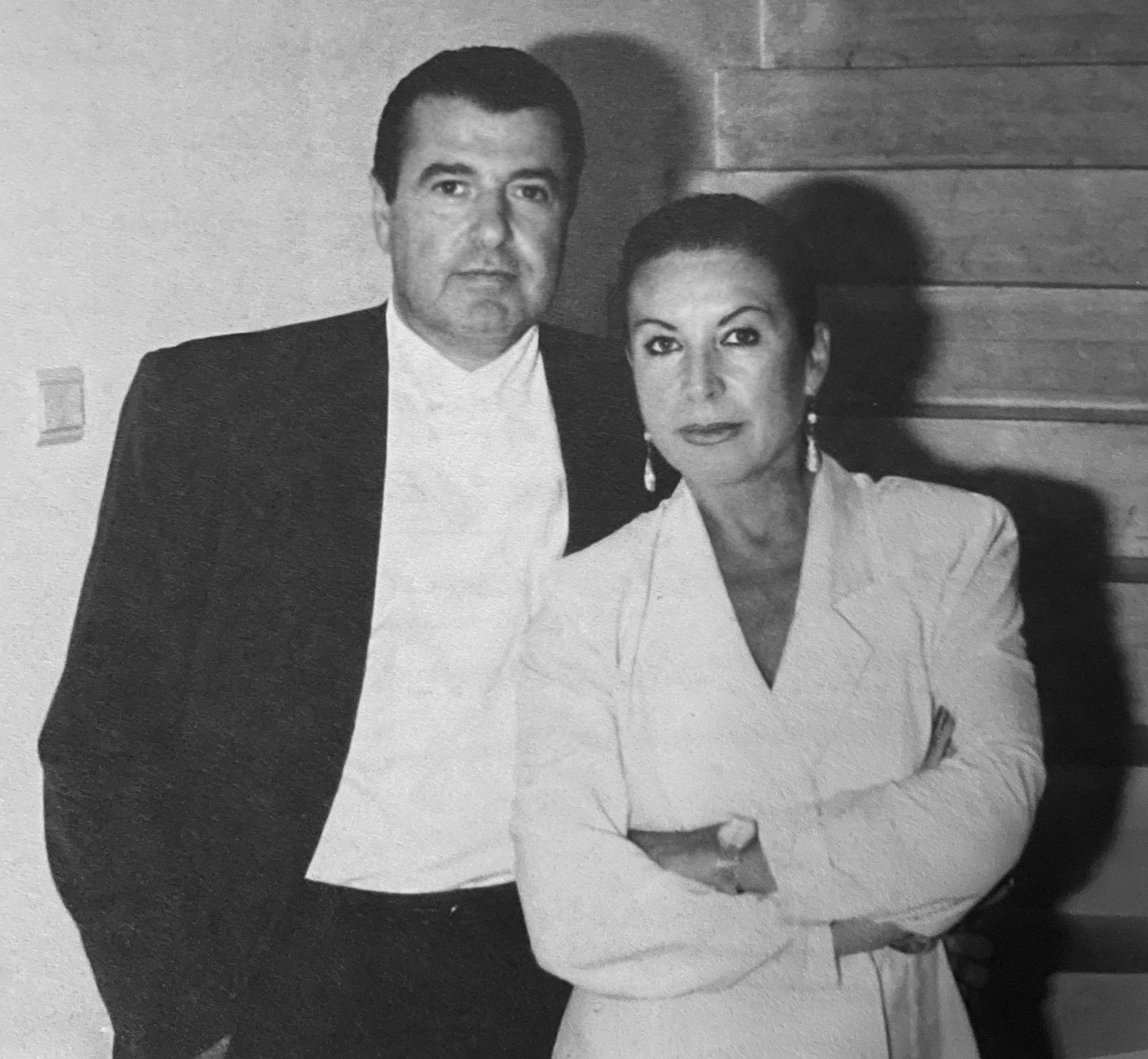
Isy Brachot III and Christine Duchiron

Sous la direction d’Isy et Christine Brachot, la Galerie Isy Brachot connaît une expansion significative, marquée par plusieurs initiatives majeures :
- Ouverture d'une seconde galerie à Knokke-le-Zoute (1971–1979),

- Création d'une galerie à Paris en 1978, dirigée par Jacqueline Passever jusqu'en 1993[9],

- Fondation de la Galerie Christine et Isy Brachot à Bruxelles en 1989,

- Association avec Lucio Amelio pour créer la Galerie Amelio-Brachot : Pièce Unique à Paris (1989–1992), exposition inaugurale avec Cy Twombly.Il cède la galerie après la mort de Lucio Amelio.

- Mise en place de l'espace First View à Bruxelles (1991–1992): Présentation d'une seule oeuvre en vitrine.

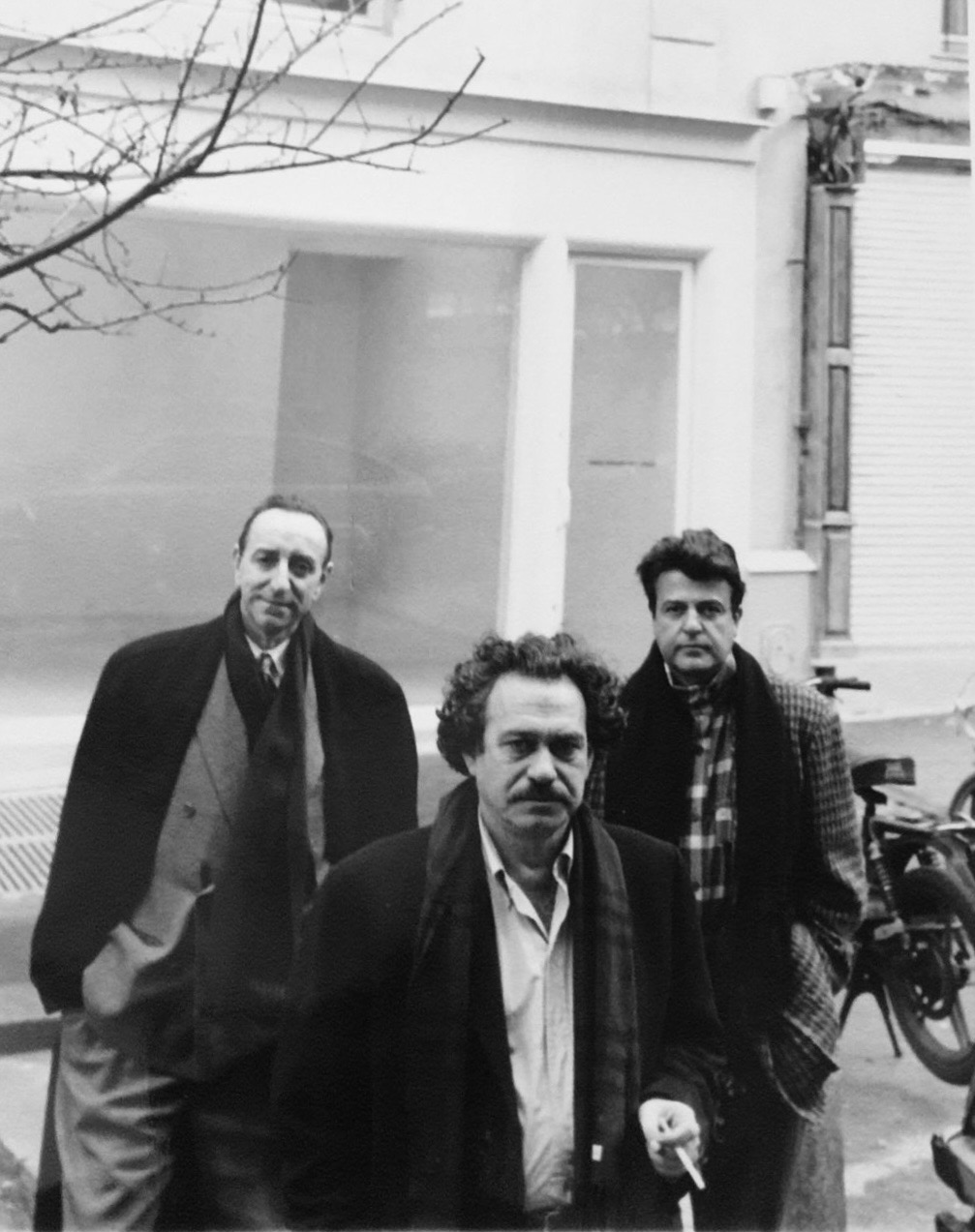
Lucio Amelio, Jannis Kounellis and Isy Brachot III

La Galerie participe activement à de nombreuses foires internationales à Bruxelles, Liège, Gand, Paris, Bâle, Madrid, Cologne, Francfort, Berlin, Chicago, Los Angeles, Miami, Tokyo et Yokohama.

Au fil des décennies, la Galerie Brachot a organisé près de 500 expositions et publié plus de 100 catalogues de référence, dont les catalogues raisonnés de Félix Labisse et Panamarenko.

## Contributions artistiques

### Spécialisation dans le surréalisme belge
Isy Brachot III s’est intéressé de manière soutenue au surréalisme belge, notamment à l’œuvre de René Magritte. Entre 1968 et 1995, il organise plus de trente expositions consacrées à l’artiste, contribuant à faire connaître son travail au-delà des frontières belges. 
Il participe également à la promotion de l’héritage surréaliste belge en collaborant avec diverses institutions internationales.

### Un acteur clé de l’hyperréalisme en Europe

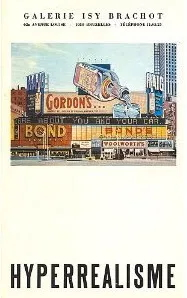

En 1973, Isy Brachot joue un rôle déterminant dans l’introduction du terme « hyperréalisme » dans le monde de l’art francophone. Il organise, dans sa galerie de Bruxelles, une exposition intitulée Hyperréalisme, accompagnée d’un catalogue éponyme. Cette exposition présente des œuvres de plusieurs artistes américains associés au photoréalisme, notamment Richard Estes, Ralph Goings, Chuck Close, Don Eddy, Robert Bechtle, ainsi que des artistes européens tels que Domenico Gnoli, Gerhard Richter, Konrad Klapheck et Roland Delcol.
L’événement contribue à la diffusion du terme en Europe, où il sera repris par les marchands, critiques et artistes pour désigner un courant réaliste influencé par le photoréalisme, parfois enrichi de dimensions narratives ou symboliques.

## Diversification artistique
La Galerie Brachot se distingue par la diversité de ses orientations artistiques :
- Surréalisme : René Magritte, Paul Delvaux, Leonord fini, Salvador Dalí, Marcel Mariën, E.L.T. Mesens, Giorgio de Chirico,...
- Art conceptuel : Josef Beuys, Daniel Buren,Art and Language, Marcel Broodthaers, Roman Opalka, James Turrell, Tony Cragg, Antony Gormley,...
- Figuration narrative : Eduardo Arroyo, Gérard Fromanger,...
- Body art : Michel Journiac, Urs Lüthi, Gina Pane,...
- Arte Povera : Jannis Kounellis, Mario Merz,...
- Pop Art : Jim Dine, Robert Rauschenberg, Jasper Johns, Andy Warhol,...
- Hyperréalisme et photoréalisme : John De Andrea, Chuck Close, Domenico Gnoli...

## Héritage et continuité
En 1994, la Galerie Christine et Isy Brachot évolue sous le nom de North Sea Depot, se consacrant exclusivement à l'œuvre de l'artiste Panamarenko. De nombreuses expositions monographiques seront organisées lors des grandes foires d'art.
Depuis 2000, Isy Gabriel Brachot IV prend la relève. Tout en poursuivant la tradition familiale liée à l’art du XXe siècle—en particulier avec des artistes tels que René Magritte, Paul Delvaux, Marcel Broodthaers, E.L.T. Mesens, Marcel Mariën et Roman Opalka— il ouvre également la galerie à des artistes contemporains, marquant une nouvelle orientation dans la programmation.
En 2020, Isy Gabriel Brachot IV et son épouse Sabrina prolongent cet héritage en inaugurant une nouvelle galerie à Durbuy, combinant patrimoine familial et vision contemporaine de l’art.

## Engagements professionnels et distinctions
Parallèlement à ses activités de galeriste, Isy Brachot (III) a exercé des responsabilités professionnelles majeures :
- Président de l'Union Professionnelle des Marchands d'Art Moderne et Contemporain pendant dix ans,
- Secrétaire général de la Confédération Européenne des Experts d'Art,
- Vice-président pendant dix ans, puis président pendant un an, de la Chambre Belge des Experts en Œuvres d'Art.

En 1988, il est nommé Chevalier des Arts et des Lettres en France et decoré par  Jack Lang et Roland Dumas.

## Sources
- Exposition "Le Surréalisme en Belgique I" (1986)
- Exposition "Gluts" de Robert Rauschenberg (1988)
- Archives du Smithsonian - Galerie Isy Brachot
- Entretien avec Isy Brachot sur Academia
- Galerie Brachot à Durbuy
- Brachot, Isy (III). "L'Art de la Galerie: 50 Ans d'Histoire." Bruxelles : Éditions de la Galerie Brachot, 1997.
- "Isy Brachot et la Galerie Brachot : 50 ans de marché de l'art." Le Soir, 12 septembre 2015. [Lien vers article]
- "Le rôle d'Isy Brachot dans l'introduction de l'hyperréalisme en Europe." The Art Newspaper, 2 mars 1989. [Lien vers article]
- "René Magritte: L'art du surréalisme" (exposition cataloguée à la Galerie Brachot), Musée Magritte, Bruxelles, 1980.
- "Le marché de l'art et les marchands belges au XXe siècle." (Publication par l'Académie Royale des Beaux-Arts de Belgique), 1992.